# Rifugio Gerli-Porro
Il Gerli-Porro è un rifugio situato nel comune di Chiesa in Valmalenco (SO), in val Malenco, posizionato sull'alpe Ventina a 1.965 m s.l.m.

## Caratteristiche e informazioni
Il rifugio è sempre aperto dai primi di giugno al 20 settembre, e nei weekend a partire da metà aprile.

## Accessi
Il rifugio è accessibile in circa un'ora di cammino partendo da Chiareggio, frazione di Chiesa in Valmalenco.

## Ascensioni
- Monte Disgrazia (3.678 m s.l.m.)
- Punta Kennedy (3.295 m)
- Pizzo Ventina (3.261 m)
- Pizzo Cassandra (3.226 m)

## Traversate
- Alta via della Valmalenco (arrivo della seconda tappa e partenza della terza)